# Donald Irwin Robertson
Donald Irwin Robertson (Pechino, 5 dicembre 1922 – 16 marzo 2015) è stato un pianista e cantautore statunitense.

## Biografia
Egli ha composto innumerevoli canzoni, entrando nella Hall of Fame dei cantautori di Nashville (una lista in cui entrano i migliori cantautori legati alla città statunitense) nel 1972.

## Discografia
Fra le canzoni che egli ha scritto:
- Anything That's Part of You, cantata da Elvis Presley nel 1962
- Does My Ring Hurt Your Finger (con Doris Clement e John Crutchfield)
- Born to Be with You
- No more (1961), cantata da Presley per il film Blue Hawaii
- Hummingbird
- You're Free to Go (con Lou Herscher)